# Grbavac (Župa dubrovačka)
Grbavac är ett samhälle i kommunen Župa dubrovačka i Kroatien. Samhället har 100 invånare (2011).